# 臺中市立臺中家事商業高級中等學校
臺中市立臺中家事商業高級中等學校（簡稱臺中家商、中商、"TCHCVS"）是位於臺灣臺中市東區的高級中等學校。1935年創校。

## 校史
- 1935年4月，創設「臺中州臺中家政女學校」。
- 1944年4月，更名為「臺中州臺中商業實踐女學校」。
- 1946年6月，中華民國接管臺灣後改制為「臺中市立女子初級職業學校」。
- 1947年9月，增辦一年制高級家事科補習班。
- 1948年7月，改名為「臺中市立初級家事職業學校」。
- 1951年8月，試辦四年制家事科，同時試辦高級部。
- 1953年8月，設高、初級部家事科，改名為「臺中市立家事職業學校」，四年制家事科停招。
- 1960年8月，停辦一年制高級家事科補習班，增辦附設實用技藝訓練中心。
- 1965年8月，試辦五年制家政科。
- 1968年8月，政府實施延長國民義務教育，停辦初級部與停招五年制家政科新生，並改隸為「臺灣省立臺中家事職業學校」。
- 1970年8月，因應省辦高中政策，增辦商業科，並改制為「臺灣省立臺中高級家事商業職業學校」。
- 1973年8月，教育廳實施分科教育，初設綜合家政科及綜合商業科。辦理「附設高級商業職業補習學校」。
- 1974年8月，再增設服裝縫製及會計統計兩科，共分四科。
- 1975年8月，實用技藝訓練中心停辦。
- 1979年8月，附設補習學校更名為「附設高級商業職業進修補習學校」。
- 1980年，開始招收男生。
- 1987年8月，增設資料處理科。
- 1988年，綜合家政科、綜合商業科、服裝縫製科及會計統計科改為家政科、商業經營科、服裝科及會計事務科。
- 1995年2月25日，適逢60周年校慶，特於通過訂定「誠、信、勤、樸」為臺中家商校訓。
- 1997年，成立「成人教育中心」，推展成人教育。
- 1999年9月，附設進修補習學校更名為「附設高級商業職業進修學校」。
- 2000年2月1日，精省後改隸為「國立臺中高級家事商業職業學校」。
- 2001年8月，增設綜合職能科。
- 2003年8月，家政科停招，改招幼兒保育科。
- 2004年8月，增設應用外語科英文組。
- 2008年8月，增設國際貿易科。
- 2010年8月，服裝科更名流行服飾科。
- 2015年8月，幼兒保育科招收男生。
- 2017年1月，改隸臺中市政府，更名「臺中市立臺中家事商業高級中等學校」。

## 歷任校長
- 錢目長治郎：1935年－1942年
- 土屋一郎：1942年－1945年10月
- 朱阿貴：1945年10月－1953年1月
- 黃演淮：1953年1月－1971年8月
- 姚成球：1971年8月－1982年1月
- 田餘秀：1982年2月－1991年7月
- 王振賢：1991年8月－2001年7月
- 楊寶琴：2001年7月－2005年7月
- 鍾克修：2005年8月－2013年7月
- 林怡慧：2013年8月－2020年7月
- 劉福鎔：2020年8月－迄今

## 科別
- 商業經營科
- 會計事務科
- 流行服飾科
- 國際貿易科
- 幼兒保育科
- 應用英語科
- 資料處理科
- 餐飲服務科

## 姊妹校
- 日本：東京都立杉並高等學校（日语：東京都立杉並高等学校）
- 日本：長野俊英高等學校（日语：長野俊英高等学校）

## 外部連結
- 臺中家商網站 （页面存档备份，存于）
- 臺中家商Facebook專頁-臺中家商活力讚